# Captain Jack
Pour les articles homonymes, voir Captain Jack (homonymie).
Captain Jack est un duo musical d'eurodance allemand dont le premier single est sorti en 1995.

## Histoire
Ses membres (depuis 2000) étaient Francisco Alejandro Gutierrez (nom de scène : Franky Gee), et Sunny. La première chanteuse du groupe en 1995 fut Liza Da Costa, remplacée en 1999 par Maria Lucia 'Maloy' Lozanes, elle-même remplacée par Ilka-Anna-Antonia Traue (nom de scène : Illi Love) en 2001.

## Discographie
- The Mission (1996)
- Operation Dance (1997)
- The Race (1999)
- The Captain's Revenge (1999)
- Top Secret (2001)
- Party Warriors (2003)
- Cafe Cubar (2004)
- Music Instructor (2005)
- Captain Jack is Back (2008)
- Back to the Dancefloor (2010)